# Cercophora scortea
Cercophora scortea är en svampart som först beskrevs av Cain, och fick sitt nu gällande namn av N. Lundq. 1972. Cercophora scortea ingår i släktet Cercophora och familjen Lasiosphaeriaceae.  Arten är reproducerande i Sverige. Inga underarter finns listade i Catalogue of Life.